# Lozuvatka, Starobilsk
Lozuvatka (în ucraineană Лозуватка) este un sat în comuna Malohatka din raionul Starobilsk, regiunea Luhansk, Ucraina.

## Demografie
Componența lingvistică a localității Lozuvatka
     Ucraineană (95,86%)
     Rusă (3,45%)
Conform recensământului din 2001, majoritatea populației localității Lozuvatka era vorbitoare de ucraineană (95,86%), existând în minoritate și vorbitori de rusă (3,45%).